# Orlando Bloom
Orlando Jonathan Blanchard Bloom (Canterbury, 13 gennaio 1977) è un attore britannico.
È noto per aver interpretato Legolas nelle trilogie de Il Signore degli Anelli e Lo Hobbit di Peter Jackson, Will Turner nella saga di Pirati dei Caraibi, per il ruolo del principe Paride nel film Troy di Wolfgang Petersen e quello del cavaliere crociato Baliano di Ibelin in Le crociate - Kingdom of Heaven di Ridley Scott.

## Biografia
Nasce a Canterbury, nel Kent, il 13 gennaio 1977 da Sonia C. J. Copeland.
Il padre legale di Orlando è Harry Bloom, scrittore sudafricano impegnato nella lotta contro l'apartheid, morto quando Orlando aveva appena quattro anni; in realtà il suo padre biologico è Colin Stone, un amico intimo della famiglia Bloom. Orlando Bloom è inoltre cugino del fotografo Sebastian Copeland e cresce con la sorella maggiore Samantha Bloom e con la madre, che incoraggia i due fratelli a perseguire lo studio delle arti e a partecipare al "Kent Festival", dove Orlando si esibisce declamando poesie.
Frequenta la "St. Edmunds School" di Canterbury, ma fatica in molti corsi a causa della sua dislessia. Col tempo, si appassiona alla scultura, alla fotografia e, ispirato da eroi come Superman, concretizza il sogno di diventare attore, iscrivendosi a corsi di recitazione. Nel 1996, a 19 anni, cadde da un tetto e si ruppe la schiena. I dottori erano scettici sul suo recupero e per lui si prospettava un futuro sulla sedia a rotelle. Dopo l'operazione, in un paio di settimane fu in grado di uscire dall'ospedale con due placche metalliche e sei bulloni impiantati nella schiena.
Nel 1993, si trasferisce a Londra ed entra nel "National Youth Theatre", passandovi due stagioni e guadagnandosi una borsa di studio per frequentare la "British American Drama Academy". Ottiene alcuni ruoli televisivi che gli permettono di portare avanti la sua carriera, e il debutto cinematografico nel 1997 in Wilde, prima di entrare alla "Guildhall School of Music and Drama" di Londra.

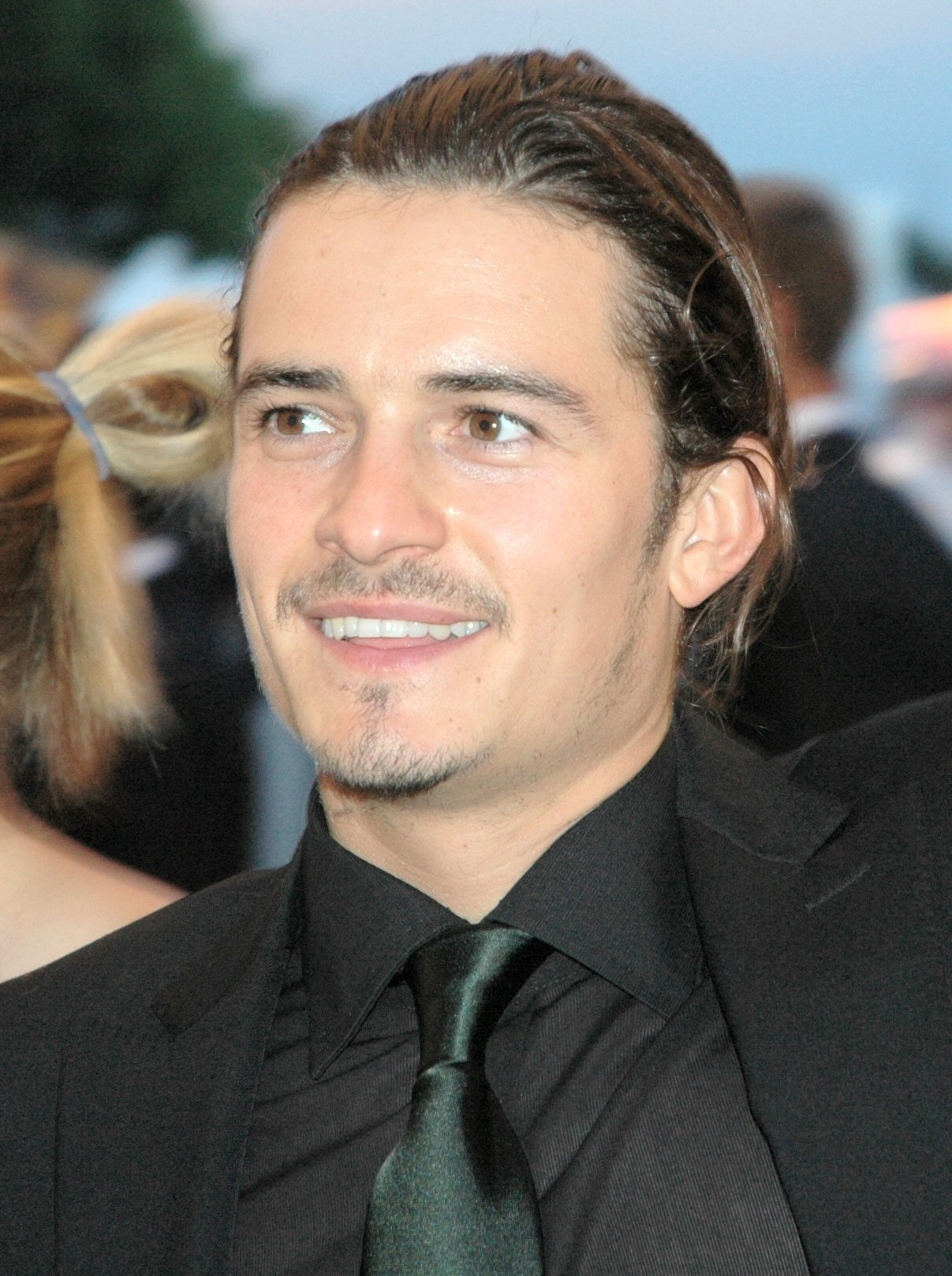
Orlando Bloom al Festival del Cinema di Venezia nel 2005

Il suo primo ruolo importante arriva nel 2001, quando viene scelto per interpretare Legolas nella versione cinematografica de Il Signore degli Anelli di J. R. R. Tolkien, trilogia che comprende tre film: La Compagnia dell'anello, Le due torri e Il ritorno del re.
Rimane dunque due anni circa in Nuova Zelanda, prendendo lezioni di tiro con l'arco, di scherma e di equitazione, traendo insegnamento da I sette samurai di Akira Kurosawa. Il "Pro's StarMeter dell'Internet Movie Database" riportò che Orlando Bloom era l'attore più bello nel gennaio 2002, un mese dopo l'uscita de Il Signore degli Anelli - La Compagnia dell'Anello. Nel 2004, Orlando venne nominato da People come migliore attore nelle lista annuale dei più belli hollywoodiani del periodico. Nel 2003, il gruppo di attori de Il ritorno del re ha vinto uno Screen Actors Guild Award per il miglior insieme di attori, dopo essere stati nominati per i due film precedenti della trilogia. In aggiunta, Bloom ha vinto diversi Empire Awards e Teen Choice Awardss.
Nel 2003, interpreta Will Turner nel film La maledizione della prima luna e, nel 2004, Paride nel film Troy. Nel 2005 recita in Le crociate - Kingdom of Heaven di Ridley Scott, nella commedia di Cameron Crowe Elizabethtown, che lo vede protagonista accanto a Kirsten Dunst, e nel 2006 nel sequel de La maledizione della prima luna, intitolato Pirati dei Caraibi - La maledizione del forziere fantasma, al quale è seguito nel 2007 il terzo film della saga, Pirati dei Caraibi - Ai confini del mondo. Nel 2010 lavora in Sympathy for Delicious, debutto alla regia dell'attore Mark Ruffalo, mentre nel 2011 recita nel film I tre moschettieri.
Nel 2013 torna a ricoprire uno dei suoi ruoli più noti, quello di Legolas, in Lo Hobbit - La desolazione di Smaug, ed è protagonista del thriller Zulu, presentato fuori concorso al 66º Festival di Cannes.. Nel mese di settembre torna a recitare in teatro, a Broadway, con una versione moderna di Romeo e Giulietta. Il 2 aprile 2014 riceve la stella n. 2521 sulla Hollywood Walk of Fame di Los Angeles. Il 17 dicembre è uscito il terzo film della trilogia diretta da Peter Jackson, Lo Hobbit - La battaglia delle cinque armate, nel quale ritorna ad interpretare l'elfo Legolas. Nel 2015 recita nel film Un tranquillo weekend di mistero, diretto da Joe Swanberg.
Al Giffoni Film Festival 2015 annuncia la sua partecipazione al quinto capitolo della saga dei Pirati dei Caraibi nel ruolo di Will Turner, successivamente ufficializzato dalla Disney. Nel 2017 recita al fianco di Noomi Rapace nel film Codice Unlocked e come detto sopra torna ad interpretare Will Turner in Pirati dei Caraibi - La vendetta di Salazar. Nel 2017 è protagonista della pellicola Romans - Demoni dal passato, diretta dai fratelli Shammasian e presentata in anteprima al Festival di Roma nella sezione Alice nella Città. Il film narra il dramma di Malky, un giovane operaio segnato dagli abusi subiti in età adolescenziale da un prete.

## Vita privata
Dopo essere stato legato all'attrice Kate Bosworth dal 2003 al 2006, nel luglio 2010 ha sposato la top model Miranda Kerr; il 6 gennaio 2011 la coppia ha avuto un bambino di nome Flynn Christopher Blanchard Bloom. Il 2 dicembre 2013 la coppia si è separata dopo 6 anni di relazione.
Dal 2016 ha una relazione con la cantante Katy Perry, con cui, nel 2020, ha avuto una figlia. Nel giugno del 2025, dopo nove anni, la coppia si è separata.

## Beneficenza
Nel 2004 Bloom è diventato membro della Soka Gakkai Internazionale. Collabora con l'UNICEF dal 2007, anno in cui ha visitato le scuole nei remoti distretti occidentali di Kaski e Chitwan, due delle zone più povere del Nepal, e nuovamente nel 2008 per fornire acqua potabile per i bambini e le famiglie. Nell'ottobre 2009 viene nominato ambasciatore UNICEF, in riconoscimento del suo impegno per i diritti di tutti i bambini. Nel settembre 2015 si reca in un centro di accoglienza per rifugiati e migranti vicino a Gevgelija, in Macedonia, per chiedere maggiore protezione per le migliaia di bambini rifugiati che continuano i loro viaggi della speranza. Nella primavera del 2016 visita, in Ucraina Orientale, dei bambini di una scuola colpita da un conflitto due anni prima.

### Impegno per l'ambiente
Il cugino di Bloom, Sebastian Copeland, è ambientalista e fotografo. Orlando Bloom lo ha accompagnato in una spedizione di ricerca su un vecchio rompighiaccio norvegese, nel 2007, per sensibilizzare sul cambiamento climatico. Dormiva in una cuccetta e condivideva il bagno e la toilette con altri 27 uomini dell'equipaggio. Sebastian Copeland ha pubblicato le sue esperienze nel libro Antartide - The Global Warning. Bloom ha scritto l'introduzione a questo libro, oltre alla prefazione di Antartide - A call to action, pubblicato nel 2008 e sempre scritto da Copeland.
Orlando Bloom è membro dell'organizzazione per la conservazione marina Sea Shepherd e ambasciatore di Green Cross International. Ha reso la sua casa efficiente dal punto di vista energetico. Ad esempio, ha installato pannelli solari, utilizzato materiali riciclati e utilizza lampade a risparmio energetico. Inoltre, Bloom partecipa a conferenze e altri eventi ambientali ed è vegetariano.

## Filmografia

### Attore

#### Cinema
- Wilde, regia di Brian Gilbert (1997)
- Il Signore degli Anelli - La Compagnia dell'Anello (The Lord of the Rings: The Fellowship of the Ring), regia di Peter Jackson (2001)
- Black Hawk Down - Black Hawk abbattuto (Black Hawk Down), regia di Ridley Scott (2001)
- Il Signore degli Anelli - Le due torri (The Lord of the Rings: The Two Towers), regia di Peter Jackson (2002)
- Ned Kelly, regia di Gregor Jordan (2003)
- La maledizione della prima luna (Pirates of the Caribbean: The Curse of the Black Pearl), regia di Gore Verbinski (2003)
- Il Signore degli Anelli - Il ritorno del re (The Lord of the Rings: The Return of the King), regia di Peter Jackson (2003)
- The Calcium Kid, regia di Alex De Rakoff (2004)
- Troy, regia di Wolfgang Petersen (2004)
- Haven, regia di Frank E. Flowers (2004)
- Le crociate - Kingdom of Heaven (Kingdom of Heaven), regia di Ridley Scott (2005)
- Elizabethtown, regia di Cameron Crowe (2005)
- Pirati dei Caraibi - La maledizione del forziere fantasma (Pirates of the Caribbean: Dead Man's Chest), regia di Gore Verbinski (2006)
- Amore e altri disastri (Love and Other Disasters), regia di Alek Keshishian (2006) - cameo
- Pirati dei Caraibi - Ai confini del mondo (Pirates of the Caribbean: At World's End), regia di Gore Verbinski (2007)
- New York, I Love You, registi vari (2008)
- Sympathy for Delicious, regia di Mark Ruffalo (2010)
- Fight for Your Right Revisited, regia di Adam Yauch - cortometraggio (2010)
- Main St. - L'uomo del futuro (Main Street), regia di John Doyle (2010)
- The Good Doctor, regia di Lance Daly (2011)
- I tre moschettieri (The Three Musketeers), regia di Paul W. S. Anderson (2011)
- Zulu, regia di Jérôme Salle (2013)
- Lo Hobbit - La desolazione di Smaug (The Hobbit: The Desolation of Smaug), regia di Peter Jackson (2013)
- Romeo and Juliet, regia di David Leveaux (2014)
- Lo Hobbit - La battaglia delle cinque armate (The Hobbit: The Battle of Five Armies), regia di Peter Jackson (2014)
- Un tranquillo weekend di mistero (Digging for Fire), regia di Joe Swanberg (2015)
- Codice Unlocked (Unlocked), regia di Michael Apted (2017)
- Pirati dei Caraibi - La vendetta di Salazar (Pirates of the Caribbean: Dead Men Tell No Tales), regia di Joachim Rønning, Espen Sandberg (2017)
- Romans - Demoni dal passato (Romans), regia di Ludwig Shammasian e Paul Shammasian (2017)
- Operazione S.M.A.R.T. - Senza Tregua (S.M.A.R.T. Chase), regia di Charles Martin (2017)
- The Outpost, regia di Rod Lurie (2020)
- Billie Eilish: The World's a Little Bury - documentario (2021)
- Needle in a Timestack, regia di John Ridley (2021)
- Gran Turismo - La storia di un sogno impossibile (Gran Turismo), regia di Neill Blomkamp (2023)
- Red Right Hand, regia di Ian Nelms ed Eshom Nelms (2024)
- Deep Cover - Attori sotto copertura (Deep Cover), regia di Tom Kingsley (2025)

#### Televisione
- Casualty – serie TV, 3 episodi (1994-1996)
- L'ispettore Barnaby (Midsomer Murders) – serie TV, episodio 3x03 (2000)
- Extras – serie TV, puntata 2x01 (2006)
- LA Phil Live – serie TV, 1 episodio (2011)
- Easy - serie TV, 1 episodio (2016)
- Pista farmaceuticelor (Tour de Pharmacy), regia di Jake Szymanski - film TV (2017)
- Carnival Row - serie TV, 18 episodi (2019-2023)

### Doppiatore
- The Prince - serie TV, 12 episodi (2021)

## Teatro
- In Celebration di David Storey, regia di Anna Mackmin. Duke of York's Theatre di Londra (2007)
- Romeo e Giulietta di William Shakespeare, regia di David Leveaux. Richard Rodgers Theatre di Broadway (2013)
- Killer Joe, di Tracy Letts, regia di Simon Evans. Trafalgar Studios di Londra (2018)

## Riconoscimenti
- Empire Awards
  - 2002 – Miglior debutto per Il Signore degli Anelli - La Compagnia dell'Anello
  - 2004 – Candidatura per il miglior attore britannico per Il Signore degli Anelli - Il ritorno del re
- MTV Movie & TV Awards
  - 2002 – Miglior performance rivelazione maschile per Il Signore degli Anelli – La Compagnia dell'Anello
  - 2003 – Candidatura per la miglior performance rivelazione "transatlantica" per Il Signore degli anelli - Le due torri
  - 2004 – Candidatura per la miglior performance di gruppo (condiviso con Johnny Depp) per La maledizione della prima luna
  - 2014 – Miglior combattimento (condiviso con Evangeline Lilly) per Lo Hobbit - La desolazione di Smaug
  - 2014 – Candidatura per la miglior trasformazione su schermo per Lo Hobbit – La desolazione di Smaug
- National Board of Review
  - 2003 – Miglior cast per Il Signore degli Anelli - Il ritorno del re
- Razzie Awards
  - 2007 – Candidatura per il peggior attore non protagonista per Pirati dei Caraibi - Ai confini del mondo
- Screen Actors Guild Award
  - 2002 – Candidatura per il miglior cast cinematografico per Il Signore degli Anelli – La Compagnia dell'Anello
  - 2003 – Candidatura per il miglior cast cinematografico per Il Signore degli anelli – Le due torri
  - 2004 – Miglior cast cinematografico per Il Signore degli Anelli – Il ritorno del re

## Doppiatori italiani
Nelle versioni in italiano delle opere in cui ha recitato, Orlando Bloom è stato doppiato da:
- Massimiliano Manfredi ne Il Signore degli Anelli - La Compagnia dell'Anello, Il Signore degli Anelli - Le due torri, La maledizione della prima luna, Il Signore degli Anelli - Il ritorno del re, Troy, Le crociate - Kingdom of Heaven, Elizabethtown, Extras, Pirati dei Caraibi - La maledizione del forziere fantasma, Pirati dei Caraibi - Ai confini del mondo, The Good Doctor, I tre moschettieri, Lo Hobbit - La desolazione di Smaug, Lo Hobbit - La battaglia delle cinque armate, Un tranquillo weekend di mistero, Easy, Codice Unlocked, Pirati dei Caraibi - La vendetta di Salazar, Gran Turismo - La storia di un sogno impossibile, Deep Cover - Attori sotto copertura
- Francesco Bulckaen in Haven, Operazione S.M.A.R.T. - Senza Tregua, The Outpost
- Stefano Thermes in L'ispettore Barnaby
- David Chevalier in Black Hawk Down - Black Hawk abbattuto
- Giuseppe Calvetti in Ned Kelly
- Simone D'Andrea in The Calcium Kid
- Andrea Lavagnino in Main St. - L'uomo del futuro
- Ruggero Andreozzi in Romans - Demoni dal passato
- Riccardo Scarafoni in  Carnival Row

Da doppiatore è stato sostituito da:
- Massimiliano Manfredi ne Il Signore degli Anelli - Le due torri (videogioco), Il Signore degli Anelli - Il ritorno del re (videogioco), Il Signore degli Anelli: La Terza Era
- Dario Follis in LEGO Dimensions